# پور (روسیه)
پور (روسی: Пур) یک رودخانه در ناحیه خودگردان یامالو-ننتس کشور روسیه است.